# Magnolia kisopa
Magnolia kisopa este o specie de plante din genul Magnolia, familia Magnoliaceae. A fost descrisă pentru prima dată de Buch.-ham. și Dc., și a primit numele actual de la Richard B. Figlar. Conform Catalogue of Life specia Magnolia kisopa nu are subspecii cunoscute.